# 刘小迎
刘小迎（?—?），东汉第二任皇帝明帝刘庄的女儿，生母、出生次序、生卒没有记载。
建初元年（76年），兄弟汉章帝刘炟册封刘小迎为乐平公主，史书没有记载她的丈夫。